# Polymixis nigrotincta
Polymixis nigrotincta är en fjärilsart som beskrevs av Franz Dannehl 1926. Polymixis nigrotincta ingår i släktet Polymixis och familjen nattflyn. Inga underarter finns listade i Catalogue of Life.